# Sœurs Conceptionnistes au service des pauvres
Les Sœurs Conceptionnistes au service des pauvres sont une congrégation religieuse féminine enseignante et hospitalière de droit pontifical.

## Histoire
En 1939, au contact des conceptionnistes, Marie Isabelle Picão Caldeira Carneiro sent que Dieu l'appelle à fonder une congrégation au service des pauvres. La communauté naissante est approuvée oralement le 20 décembre 1939 par Emanuele Mendes da Conceição Santos, archevêque d'Évora. En 1943, Marie-Isabelle de la Très Sainte Trinité demande l'approbation de son œuvre au pape Pie XII. La même année, plusieurs communautés sont ouvertes dans l'archidiocèse d'Évora et dans d'autres diocèses du Portugal.
La congrégation est approuvée le 5 juillet 1955 par Pie XII. elle est érigée canoniquement dans l'archidiocèse le 20 décembre suivant. Ce jour-là, les premières concepcionnistes font leur profession religieuse. À la mort de la fondatrice en 1962, elle compte déjà 12 communautés. L'approbation pontificale est donnée le 5 juillet 1998 par Jean-Paul II.

## Activités et diffusion
Les sœurs ont des jardins d'enfants et des centres de formation pour les jeunes. Elles aident aussi les personnes âgées à domicile.
Elles sont présentes en: 
- Europe : Portugal, Italie.
- Amérique : Mexique.
- Afrique : Mozambique.
- Asie : Timor oriental.

En 2017, la congrégation comptait 101 sœurs dans 20 maisons.